# Йоханнес Намбала
Йоханнес Намбала (англ. Johannes Nambala; 24 березня 1991, с. Ійкокола) - паралімпійський спортсмен з Намібії, що змагається переважно у змаганнях зі спринту в категорії Т13. У 2013 році він став першим намібійцем, що виграв золоту медаль на Чемпіонаті світу з легкої атлетики IPC, коли він виграв 400-метровий спринт у Ліоні. Намбала також виграв дві срібні медалі на Літніх Паралімпійських іграх 2016 року в Ріо-де-Жанейро.

## Особиста історія
Намбала народився в 1991 році в селі Ійкокола, в районі Ууквалудхі Намібії.  Він народився з вродженим ускладненням, що залишило його з вадами зору; хоч і не сліпий.  Намбала зараз проживає у Віндгуку, та отримав освіту у Технічному вузі Віндгука.  